# Yasénskaya
Yasénskaya (del ruso: Ясе́нская) es una stanitsa del raión de Yeisk del krai de Krasnodar, en Rusia. Está situada a orillas del arroyo Gorkaya (que desemboca unos km al sur de la localidad en el lago Jánskoye), a 5 km de la costa del mar de Azov, 37 km al sur de Yeisk y 157 km al noroeste de Krasnodar, la capital del krai. Tenía 4 751 habitantes en 2010
Es cabeza del municipio Yasénskoye, al que pertenecen asimismo Yasénskaya Pereprava y Shílovka.

## Historia
La localidad fue fundada en 1873 por emigrantes de los distritos de Ekaterinodar y Temriuk. A finales del siglo XIX tenía ya 4 262 habitantes y se había construido una iglesia y varios establecimientos industriales y comerciales.

## Composición étnica
De los 4 793 habitantes que tenía en 2002, el 95.1 % era de etnia rusa, el 2 % era de etnia ucraniana, el 0.8 % era de etnia armenia, el 0.4 % era de etnia azerí, el 0.3 % era de etnia alemana, el 0.3 % era de etnia tártara, el 0.2 % era de etnia bielorrusa, el 0.1 % era de etnia georgiana, el 0.1 % era de etnia adigué, el 0.1 % era de etnia griega y el 0.1 % era de etnia gitana.